# Filozofia wieczysta
Filozofia wieczysta (łac. philosophia perennis) – termin użyty po raz pierwszy prawdopodobnie przez Agostino Steuco w książce De perenni philosophia libri X (Lugdunum, 1540), w której chrześcijańska filozofia scholastyczna została uznana za „szczyt mądrości, do którego w mniejszym lub większym stopniu zmierzają wszystkie inne nurty filozoficzne”. To pojęcie dominuje dzisiaj we wszystkich specyficznych rozumieniach tego terminu (odnoszących go do różnych tradycji filozoficznych i mistycznych).
Idea filozofii wieczystej została podjęta przez Gottfrieda Leibniza, który użył jej w sensie wspólnego odwiecznego podłoża myśli, leżącego u podstaw wszystkich religii i filozofii, przenikającego zwłaszcza nurty mistyczne. Do pojęcia tego często dołącza się inne terminy, jak sophia perennis („mądrość wieczysta”, termin renesansowy, używany dziś przez René Guénona), czy religio perennis („religia wieczysta”).
Współcześnie, w zależności od kierunku filozoficznego, „filozofia wieczysta” rozumiana jest jako:
1. Cała zachodnia tradycja filozoficzna głównego nurtu (realistycznego i metafizycznego), od Talesa po czasy współczesne (Peter Frederick Strawson).
2. Tradycja filozofii realistyczno-metafizycznej nurtu arystotelesowsko-tomistycznego. Taki pogląd głosił zwłaszcza Étienne Gilson; w Polsce takie stanowisko zajmowali m.in. Stefan Swieżawski i Mieczysław Albert Krąpiec. Zdaniem niektórych tomistów (Franciszek Kwiatkowski) pojęcie to jest synonimiczne z pojęciem „teologia naturalna”. Jest to definicja najbardziej rozpowszechniona wśród zawodowych filozofów (w słownikach filozoficznych można często spotkać utożsamienie filozofii wieczystej z tomizmem).
3. Filozofia nurtu idealizmu transcendentalnego[2], wywodzącego się od Immanuela Kanta, w ten sposób oznaczona przez Arthura Schopenhauera w myśl tezy: „Prawdziwy realizm może być tylko idealizmem transcendentalnym”. Kant odrzucał możliwość wszelkiej metafizyki, ale Schopenhauer, który w swej myśli inspirował się też filozofią indyjską, nie jest tak kategoryczny w tym względzie.
4. Cały nurt idealistyczny w filozofii światowej, zwłaszcza filozofii indyjskiej, a w niej szczególnie nurt wedanty w jej odmianie monistycznej – adwajty. Przedstawicielami takiego rozumienia są: Paul Deussen, Max Müller, Rabindranath Tagore, Aurobindo, Paul Carus. Monizm jest tu uważany za „nową”, „wyższą” postać metafizyki. Zwolennicy tego nurtu nawiązują m.in. do Schopenhauera, ale uważają, że termin „philosophia perennis” odpowiada ściśle sanskryckiemu terminowi sanātana-dharma. Ten ostatni termin oznaczał pierwotnie hinduizm, jednak w interpretacji neowedanty od Vivekanandy oznaczać ma wszelką religijność świata, której źródłem ma być religia wedyjska. Takie rozumienie przejmuje współczesny krysznaizm na Zachodzie (ruch Hare Kṛṣṇa czyli ISKCON – Bhaktiwedanta Swami Prabhupada), a także Osho (guru) w swych dwutomowych rozważaniach nad Pitagorasem zatytułowanych Philosophia perennis[3]. Odmiany tego stanowiska głoszą m.in. Arnaud Desjardins i Ananda Coomaraswamy. Bliski temu stanowisku jest też Mircea Eliade[4].
5. Idealistyczna filozofia Aldousa Huxleya – zarazem tytuł jednego z jego głównych dzieł filozoficznych: The perennial philosophy (pol. Filozofia wieczysta([5]). Huxley nawiązuje do myśli indyjskiej i jej interpretacji, zwłaszcza u Paula Deussena i Aurobindo. Do tego rozumienia nawiązują dzisiaj z kolei myśliciele nurtu New Age oraz Alan Watts[6].
6. Myśl Kena Wilbera, czasami zwana też „filozofią nowowieczystą”. Ma ona być uzupełnieniem i przekroczeniem myśli Huxleya i Aurobindo.
7. Całość filozofii, bez względu na krąg kulturowy i nurt myśli. Takie stanowisko głosi np. Thomas Merton, nawiązując do Huxleya, którego był uczniem, ale przekracza jego myśl i powraca do pierwotnego znaczenia spotykanego u Leibniza. W tym rozumieniu nawiązuje do myślicieli indyjskich (np. Bhagawadgita, Bhaktiwedanta Swami Prabhupada), buddyjskich (zen, therawada np. Daisetz Teitaro Suzuki, Dalajlama), chińskich (np. Zhuangzi), muzułmańskich (sufizm, np. Ibn Abbad) i zachodnich (m.in. tradycja zakonna benedyktyńska, trapistów, ojców pustyni, Święty Jan od Krzyża, Tomasz z Akwinu). Merton nawiązuje do wspólnego wszystkim ludziom pierwotnego doświadczenia mistycznego Absolutu[7].
8. Pierwotne intuicje filozoficzne leżące u podłoża wszelkich systemów filozoficznych i dające się na nie przełożyć. Stanowisko takie, pośrednie między stanowiskiem P. Strawsona, A. Wattsa i T. Mertona, zajmuje Joel Kupperman.
9. Użycie tego terminu przez myślicieli należących do szeroko pojętego nurtu perennializmu lub tradycjonalizmu, takich jak René Guénon czy Frithjof Schuon, zbliża się najczęściej do rozumienia 4, 5, 7 lub 8.